# الدوري الأوكراني الممتاز 2007–08
الدوري الأوكراني الممتاز 2007–08 (بالأوكرانية: Чемпіонат України з футболу 2007—2008: вища ліга)‏ هو الموسم 17 من  الدوري الأوكراني الممتاز. كان عدد الأندية المشاركة فيه  16، وفاز فيه نادي شاختار دونيتسك.